# بيت المولد (مبين)

تعديل مصدري - تعديل

بيت المولد هي إحدى قرى عزلة بني عكاب بمديرية مبين التابعة لمحافظة حجة، بلغ تعداد سكانها 138 نسمة حسب تعداد اليمن لعام 2004.